# Dafna Armoni

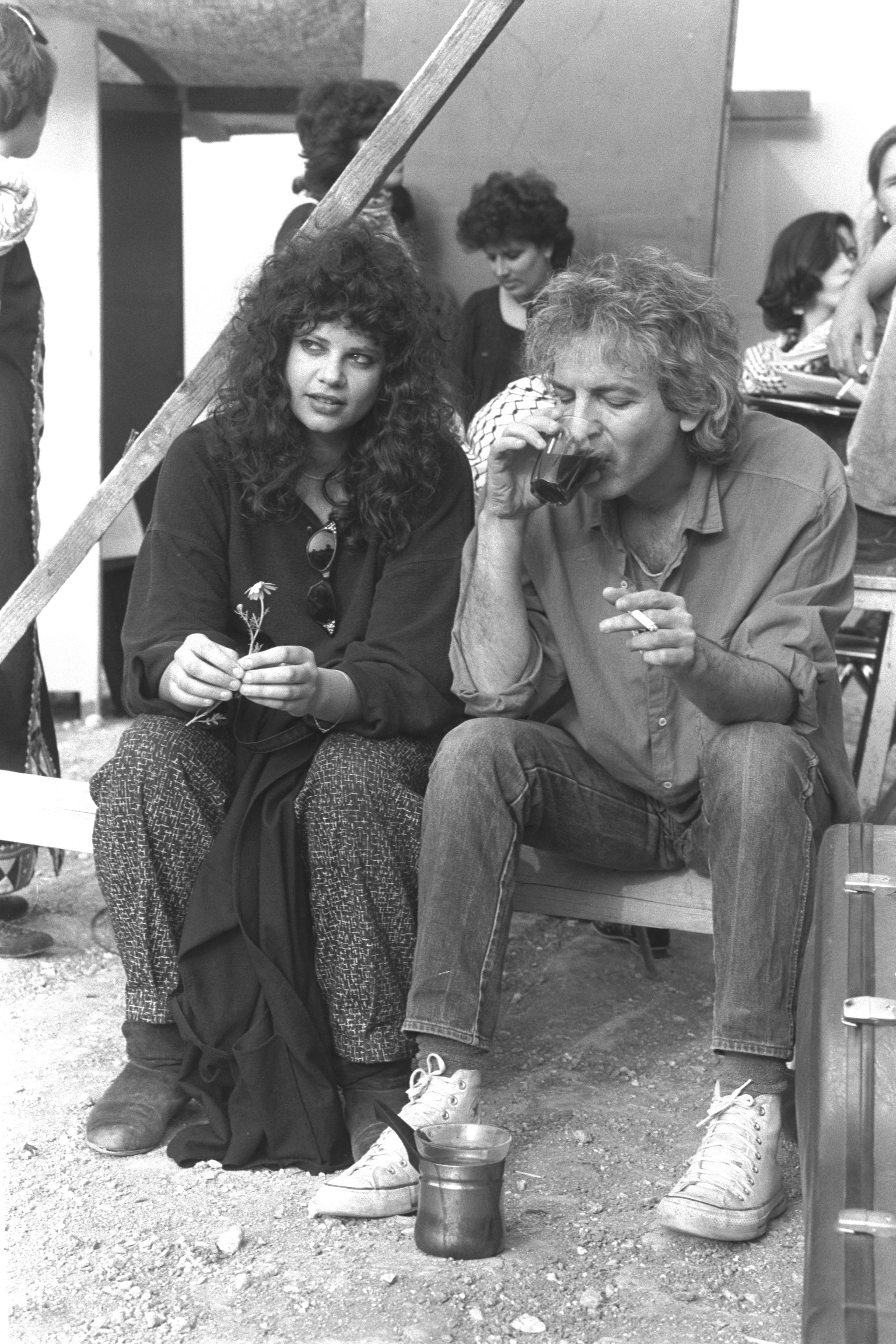
Dafna Armoni und Shalom Hanoch, 1985

Dafna Armoni  (hebräisch דפנה ארמוני; * 13. März 1956 im Kibbutz Revivim) ist eine israelische Sängerin, Schauspielerin und Künstlerin.

## Leben und Wirken
Dafna Armoni wurde 1956 im Kibbutz Revivim in der südlichen Negev-Wüste geboren.
Armoni begann ihres Karriere als Sängerin während ihrer Dienstzeit in der israelischen Armee. Zunächst von 1975 bis 1977 in der Gruppe Lahakat Geysot Hashiryon und später bei der Israeli Air Force Band, mit der sie ihre erste Auszeichnung beim Israel Song Festival 1977 als Solistin mit dem Titel Bevil erhielt.
Dafna Armonis musikalischer Durchbruch erfolgte im Jahr 1979, als sie zusammen mit Arik Einstein und Shalom Hanoch das Lied Until Tomorrow sang, wodurch sie einem größeren Publikum bekannt wurde. Im selben Jahr wurde sie für eine Rolle in Hanoch Levins Stück Mord engagiert und an das Cameri-Theater nach Tel-Aviv eingeladen. Es folgte ebenfalls 1979 ihre erste Filmrolle im Film Eskimo Limon – Yotzim Kavua, der in Deutschland unter dem Titel Eis am Stiel 2 – Feste Freundin bekannt ist. Zusammen mit dem Komponisten Shlomo Gronich trat Armoni beim nationalen israelischen Vorentscheid für den Eurovision Song Contest 1981 mit dem Titel Kaleidoscope an, konnte sich aber gegen die dann entsandte Gruppe Hakol Over Habibi nicht durchsetzen.
1986 veröffentlichte Dafna Armoni ihr gleichnamiges Debütalbum, das von ihrem damaligen Lebenspartner Shalom Hanoch produziert wurde. Einige der darauf enthaltenen Stücke waren in Israel kommerziell sehr erfolgreich, darunter Ella und Doubt Girl, Doubt Woman.
1987 war sie als Background-Sängerin für Künstler wie Yossi Banai, Shlomo Gronich oder Chava Alberstein aktiv. Zusammen mit Shlomo Gronich nahm sie im darauffolgenden Jahr ein Album für das Kindermusical Because of the Mango nach dem gleichnamigen Kinderbuch von Gronichs Partnerin Nirit Yaron auf.
Mit Beginn der 1990er Jahre betätigte sich Dafna Armoni vermehrt als Künstlerin und nahm an mehreren Ausstellungen in Israel teil. Nebenbei nahm sie weitere Schauspielrollen an und hatte 1991 als Koranlehrerin eine Nebenrolle im amerikanischen Drama Nicht ohne meine Tochter, das in Israel produziert wurde. Armoni arbeitete in den 1990er Jahren weiter erfolgreich im Bereich der Produktion von Musik und Hörspielen für Kinder und Jugendliche.
Seit den 2000er Jahren widmet sich Dafna Armoni wieder vermehrt dem Theater. So wurde sie Teil des festen Ensembles am israelischen Nationaltheater Habimah in Tel-Aviv und spielte unter anderem im Stück Der Frauen-Minyan von Naomi Ragen oder in Bustan Sepharadi (Der Spanische Garten) von Jitzchak Nawon.  In Israel wurde Bustan Sepharadi mehr als 2000 Mal aufgeführt und ist damit das am längsten laufende Stück am Habimah-Theater. Seit 2000 unterrichtet sie Schauspiel und Musik und arbeitet als Stimmtrainerin.
Armoni hat zwei Kinder und lebt in Tel Aviv.

## Diskografie

### Alben
- 1986: דפנה ארמוני
- 1992: אשה אחת פחות

### Singles (Auswahl)
- 1979: שימי ידך בידי (mit Yorik Ben David)
- 1979: אל תכה (mit Yorik Ben David)
- 1986: אוהבת אותך, עוזבת אותך